# Де-Вітт
Де-Вітт (англ. De Witt) — острів поблизу південного узбережжя острова Тасманія в Австралії, входить до складу штату Тасманія. Площа острова 5,16 км². Іноді вживається інша назва цього острова — Біг-Вітч. Територія острова є частиною Південно-Західного національного парку.

## Географія

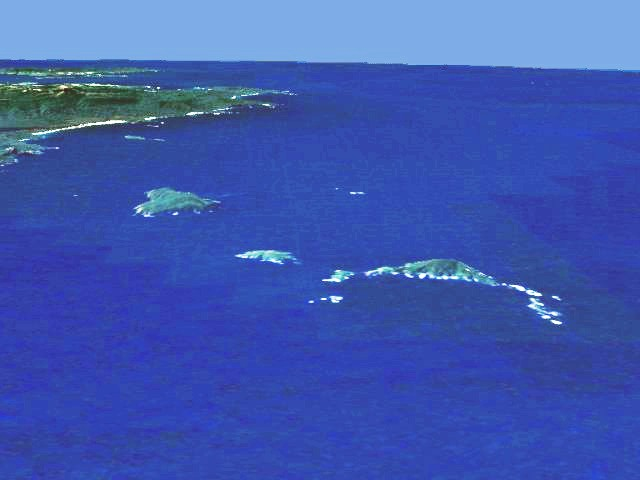
Вид на групу островів Матсайкер і мис Саут-Іст (острів Де-Вітт ліворуч на знімку)

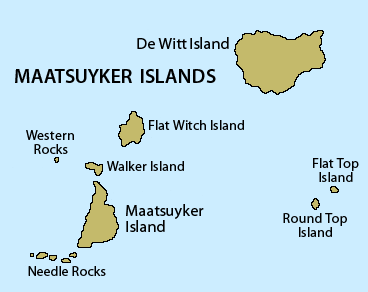
Карта островів Матсайкер

Острів Де-Вітт знаходиться приблизно в 6 км від південного узбережжя Тасманії і є найбільшим островом «групи островів Матсайкер», до якої, крім нього, зараховують острова Матсайкер, Флат Вітч, Вокер та інші.
Найвища точка острова Де-Вітт — 363 м.

## Історія
Тасманійські аборигени з давніх часів відвідували цей острів для полювання на морських котиків.
Острів був названий голландським мореплавцем Абелем Тасманом 25 листопада 1642, на честь Герріта Фредеріксон де Вітта, одного з членів Ради Батавії, який спонсорував експедиції Тасмана. Цей острів згаданий в записі в бортовому журналі від 1 грудня 1642.
Нині острів відвідують байдарочники, яхтсмени і дослідники. Там проводилися зйомки деяких фільмів.

## Фауна
На острові зустрічаються малі пінгвіни, тонкодзьобі буревісники (та інші буревісники), пріони сніжні, chroicocephalus novaehollandiae, австралійські кулики-сороки та інші птахи.
З ссавців на острові водяться австралійські болотні щури, трипалі щурячі потору і тасманійські падемелони.